# روفوس باين
روفوس باين (بالإنجليزية: Rufus Payne)‏ هو موسيقي وفنان الشارع أمريكي، ولد في القرن التاسع عشر في غرينفيل في الولايات المتحدة، وتوفي في 17 مارس 1939 في مونتغومري في الولايات المتحدة.

## وصلات خارجية
- روفوس باين على موقع ميوزك برينز (الإنجليزية)